# Landgeit

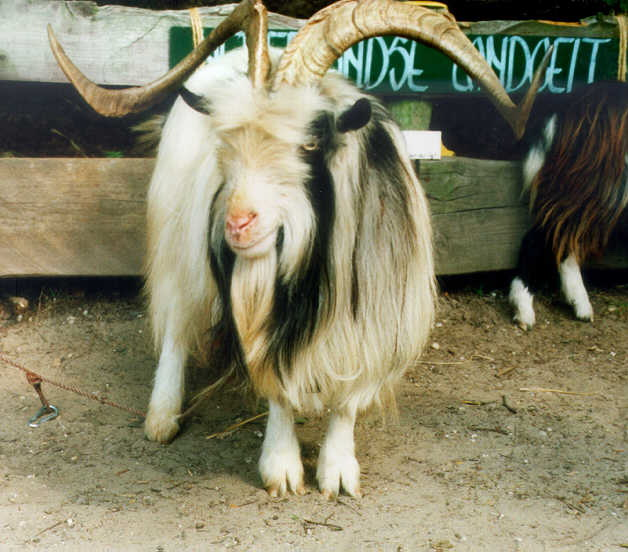
Landgeit

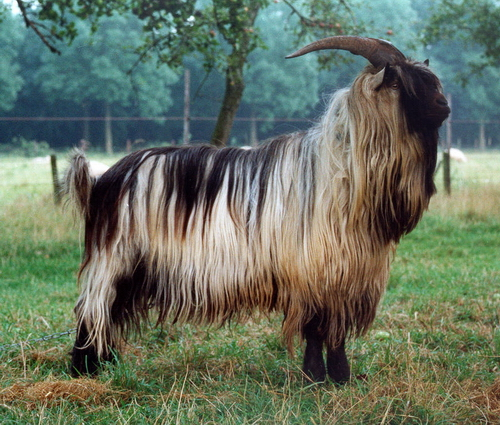
Landgeit

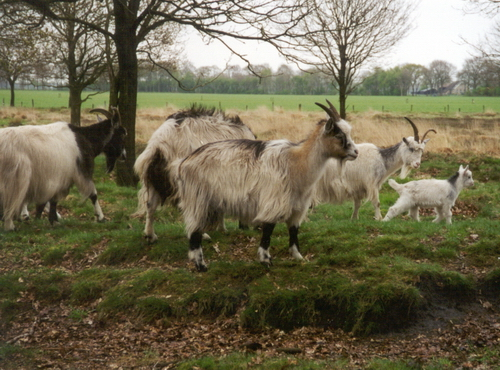
Landgeit

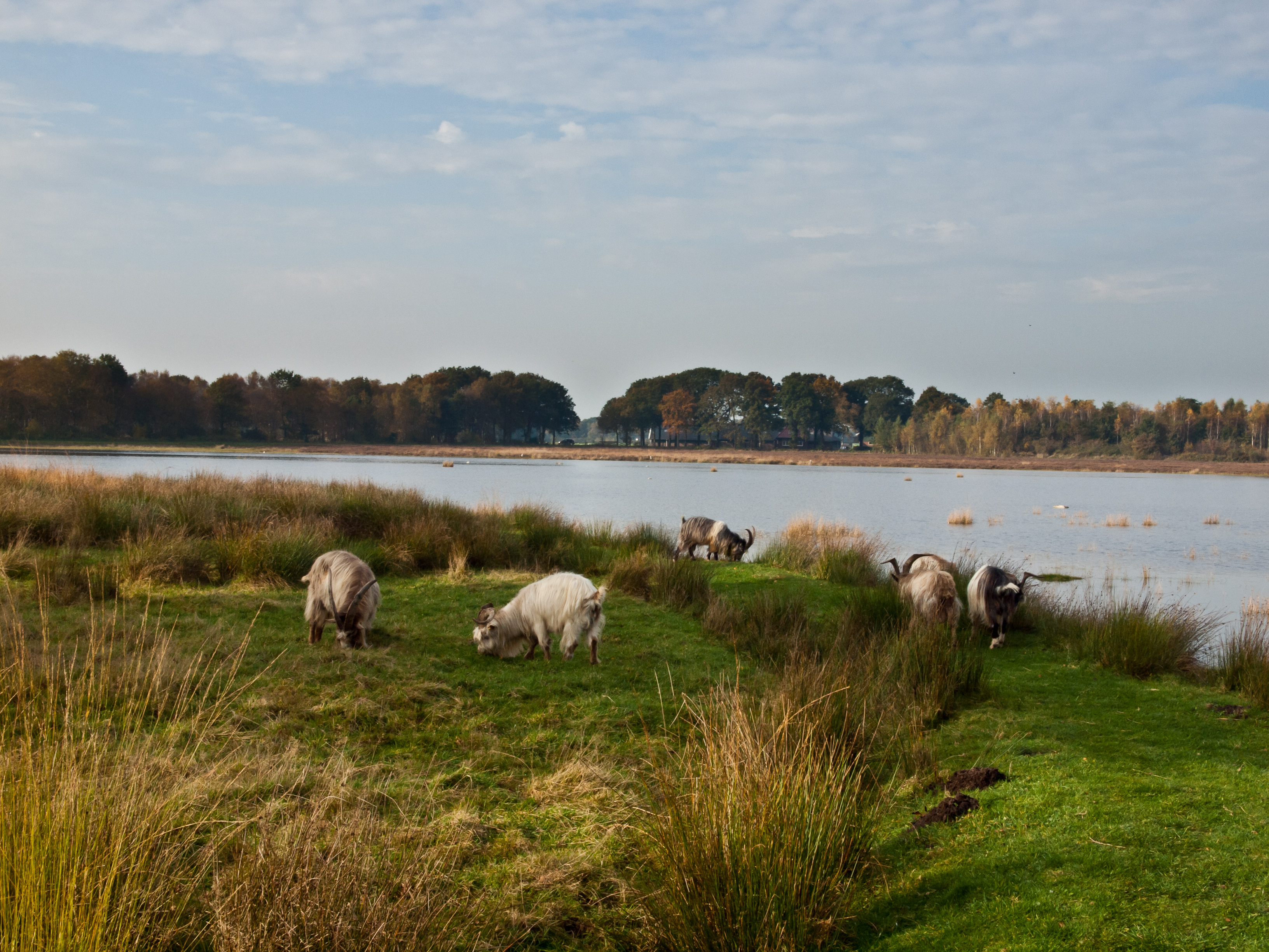
Landgeiten helpen met het onderhoud van de heide

De landgeit is een sober geitenras. De sterke, langharige geit is goed bestand tegen kouder klimaat, waardoor het dier veel voorkwam in de noordelijke Europese landen.
In Nederland kenden we de Drentse landgeit, de Veluwse landgeit en de Zeeuwse landgeit. De Nederlandse landgeit, zoals de Veluwse landgeit nu wordt genoemd, is het enige van oorsprong Nederlandse geitenras dat nog voorkomt. De geit komt voor op schilderijen uit de 16e eeuw, op schoolplaten, in de boekjes van Ot en Sien en op het leesplankje van Hoogeveen.
De Nederlandse landgeit is een dier dat met uitsterven werd bedreigd. Vanaf 1900 werd de landgeit met geïmporteerde rassen gekruist, zoals de saanen en de toggenburger, met als doel de melkproductie te vergroten. Na de Tweede Wereldoorlog was de landgeit bijna uitgestorven. In 1958 werden de laatste twee exemplaren afkomstig uit het Goois Natuurreservaat aan Diergaarde Blijdorp geschonken. De toenmalige directeur Dr. A.C. van Bemmel ging fokken met deze en enkele andere landgeiten, die nog voldoende van het type hadden. In 1971 gingen vier geiten en vier bokken naar het Rijksinstituut voor Natuurbeheer in Leersum, waar ermee verder gefokt werd. Dit koppel groeide in omvang en er kon worden geselecteerd op het oorspronkelijke type, zoals dat werd afgeleid uit oude afbeeldingen op schilderijen. In 2000 zijn er ruim duizend landgeiten in Nederland. De Nederlandse landgeit staat op de lijst van zeldzame huisdierrassen.

## Rasstandaard
De Nederlandse landgeit is een middelgroot, stevig dier met vrij korte poten. De minimummaat voor geiten is 65 cm, voor bokken 75 cm. Alle kleurslagen zijn mogelijk, alleen de kenmerkende toggenburger aftekening is ongewenst. Belletjes zijn niet toegestaan.
De bokken van dit ras vallen op door hun enorme hoorns, die zich eerst naar achteren en dan zijdelings waaiervormig krommen, de punten enigszins naar boven gericht. De bokken hebben meestal een bokkenpruik, die vooral bij jonge dieren goed uitkomt, sik en een zwaar behaarde voorhand, terwijl de lichaamsbeharing afhangend en vrij lang is.
De geiten zijn eveneens gehoornd, maar minder opvallend dan de bokken. De hoorns buigen recht naar achteren. Zij hebben een vrij korte kop met een wat ingebogen (in ieder geval geen bolle neuslijn) profiel en een sikje. Hun beharing is korter dan van de bok, maar meestal lang en ruw.

## Eigenschappen
De Nederlandse landgeit wordt vooral als hobbydier gehouden en soms worden ze gemolken. Daarnaast worden ze ingezet bij de begrazing van natuurgebieden. De geit is erg goed geschikt voor de bestrijding van de opslag van berk en Amerikaanse vogelkers. De Nederlandse landgeit wordt onder andere door Staatsbosbeheer ingezet voor het beheer van de Vroongronden in de Kop van Schouwen en in het Bokkendal op Vlieland. Eén kudde houdt al ruim twintig jaar de Mariapeel vrij van ongewenste boomopslag. In de Mariapeel bevindt zich ook het centrum voor het verder fokken van de Nederlandse landgeit.